# Boog van Pietas
De Boog van Pietas (Latijn:Arcus Pietatis) was een antieke triomfboog in het Oude Rome.
De boog stond ten noorden van het Pantheon, mogelijk in een lijn met de aangrenzende portico's. De boog werd in de Middeleeuwen afgebroken en er zijn geen restanten van de boog terug gevonden, maar hij is bekend door een vermelding in de 12e-eeuwse Romeinse reisgids Mirabilia Urbis Romae. Een andere oude beschrijving vermeldt dat op een relïef op de Boog van Pietas een knielende vrouw stond afgebeeld die een gunst van keizer Trajanus vroeg. Rond deze afbeelding ontstond een legende, die werd beschreven door Dante.